# Abdelhamid Sabiri
Abdelhamid Sabiri (en amazighe : ⵄⴰⴱⴷⵍⵃⴰⵎⵉⴷ  ⵚⴰⴱⵉⵔⵉ  ), né le 28 novembre 1996 à Goulmima (Maroc), est un footballeur international marocain qui évolue au poste de milieu offensif à Al-Taawoun FC, en prêt de l'ACF Fiorentina.
Passé par aucun centre de formation, Abdelhamid Sabiri commence le football professionnel au FC Nuremberg avant de signer à Huddersfield Town AFC en Premier League. En 2019, il retourne en Allemagne en signant au SC Paderborn, dispute une saison avant de d'arriver en Serie A à l'Ascoli Calcio, ensuite à l'UC Sampdoria. Le joueur est connu pour être doté d'une remarquable qualité de frappe.
Possédant la double nationalité allemande et marocaine, il est sélectionné à plusieurs reprises avec l'équipe d'Allemagne espoirs en 2018, avant de trancher définitivement en faveur du Maroc en 2022 sous le sélectionneur Walid Regragui et participe à la Coupe du monde 2022.

## Biographie

### Naissance, origines et débuts footballistiques (1996-2016)
Abdelhamid Sabiri naît le 28 novembre 1996 à Goulmima (Maroc) au sein d'une famille berbèrophone composée de cinq enfants (trois filles et deux garçons).
À l'âge de trois ans, il rejoint l'Allemagne avec ses parents et deux de ses sœurs, alors que le reste de sa famille y réside déjà. Son autre sœur et son frère, quant à eux, restent au Maroc avant de rejoindre la famille plus tard.
Évoluant dans la banlieue de Francfort-sur-le-Main, il grandit avec la double nationalité allemande et marocaine. Dès son plus jeune âge, il s'initie au football en jouant avec son grand frère et ses amis dans la rue.
Bien qu'ayant rejoint un club de football à l'âge de six ans, en l'occurrence le TSG Frankfurter Berg, son engagement initial ne vise pas une carrière professionnelle. Le football demeure avant tout un loisir et un moment de plaisir pour lui, partagé avec ses amis du quartier et son frère. À quatorze ans, il combine le football avec le travail, exerçant pour la première fois le métier de facteur.
Inscrit en 2006 au Rot-Weiss Francfort, il y évolue pendant quatre saisons avant de rejoindre le FV Bad Vilbel (en)l en 2011, puis le TuS Coblence en 2013.
Entre quinze et seize ans, il travaille pendant une période prolongée comme livreur Deliveroo à vélo dans les rues de Francfort-sur-le-Main, contribuant ainsi aux besoins de sa famille.
En 2014, il intègre l'académie du SV Darmstadt 98, mais n'y reste qu'une saison. Par la suite, il rejoint le Sportfreunde Siegen, découvrant le football senior à l'âge de dix-neuf ans au cinquième niveau allemand. Durant cette période, il inscrit 18 buts en 30 matchs, contribuant à la promotion de son équipe en Regionalliga Ouest.

### En club

#### Débuts professionnels au FC Nuremberg (2016-2017)
En 2016, il signe son premier contrat professionnel au FC Nuremberg en Bundesliga 2. Il déclare ainsi dans une interview : « Je peux enfin payer le loyer de mes parents, et pourquoi pas, bientôt une maison. ».
Le 29 janvier 2017, il dispute son premier match professionnel en étant titularisé contre le SG Dynamo Dresde (défaite, 1-2). Le 4 février 2017, il marque son premier doublé en professionnel à l'occasion d'un match de championnat contre le FC Heidenheim (victoire, 2-3). Le 8 mars 2017, il endure une blessure au ménisque contractée à l'entraînement, le contraignant d'être opéré et de s'éloigner des terrains pour au moins six semaines. Le 14 mai 2017, il marque un but contre son camp face au Fortuna Düsseldorf (défaite, 2-3).
Abdelhamid Sabiri termine sa première saison professionnelle à la 12e place du classement de la deuxième division allemande en ayant joué neuf matchs et marqué cinq buts.

#### Huddersfield Town (2017-2019)
Le 23 août 2017, il s'engage pour trois saisons à Huddersfield Town AFC en Premier League pour un montant de 1,5 million d'euros,,. Il hérite du no 11 sous l'entraîneur allemand David Wagner.
Le 11 septembre 2017, il dispute son premier match de la saison 2017-2018 avec le Huddersfield Town en Premier League à l'extérieur contre West Ham United. À la 75e minute, il remplace Elias Kachunga dans une défaite de 2-0. Le 16 septembre 2017, il reçoit sa première titularisation face à Leicester City FC (match nul, 1-1). Le 6 janvier 2018, il prend part à son premier match en FA Cup face à Bolton Wanderers FC et remporte le match sur le score de 1-2. Il termine sa première saison en Premier League à la 16e place du classement.
Le 19 août 2018, à l'occasion du premier match de la saison 2018-2019 de Premier League, il est titularisé face à Manchester City FC et cède sa place à la 46e minute à Laurent Depoitre (défaite, 6-1). Son début de saison en Premier League en tant que titulaire lui vaut une convocation de Stefan Kuntz en équipe d'Allemagne espoirs. Le 4 décembre 2018, il dispute son dernier match avec Huddersfield Town en entrant en jeu à la 75e minute en remplaçant Philip Billing face à l'AFC Bournemouth (défaite, 2-1). Un jour plus tard, lors des entraînements, il endure une fracture de la clavicule qui le garde en dehors des terrains pour plusieurs mois.

#### SC Paderborn (2019-2020)

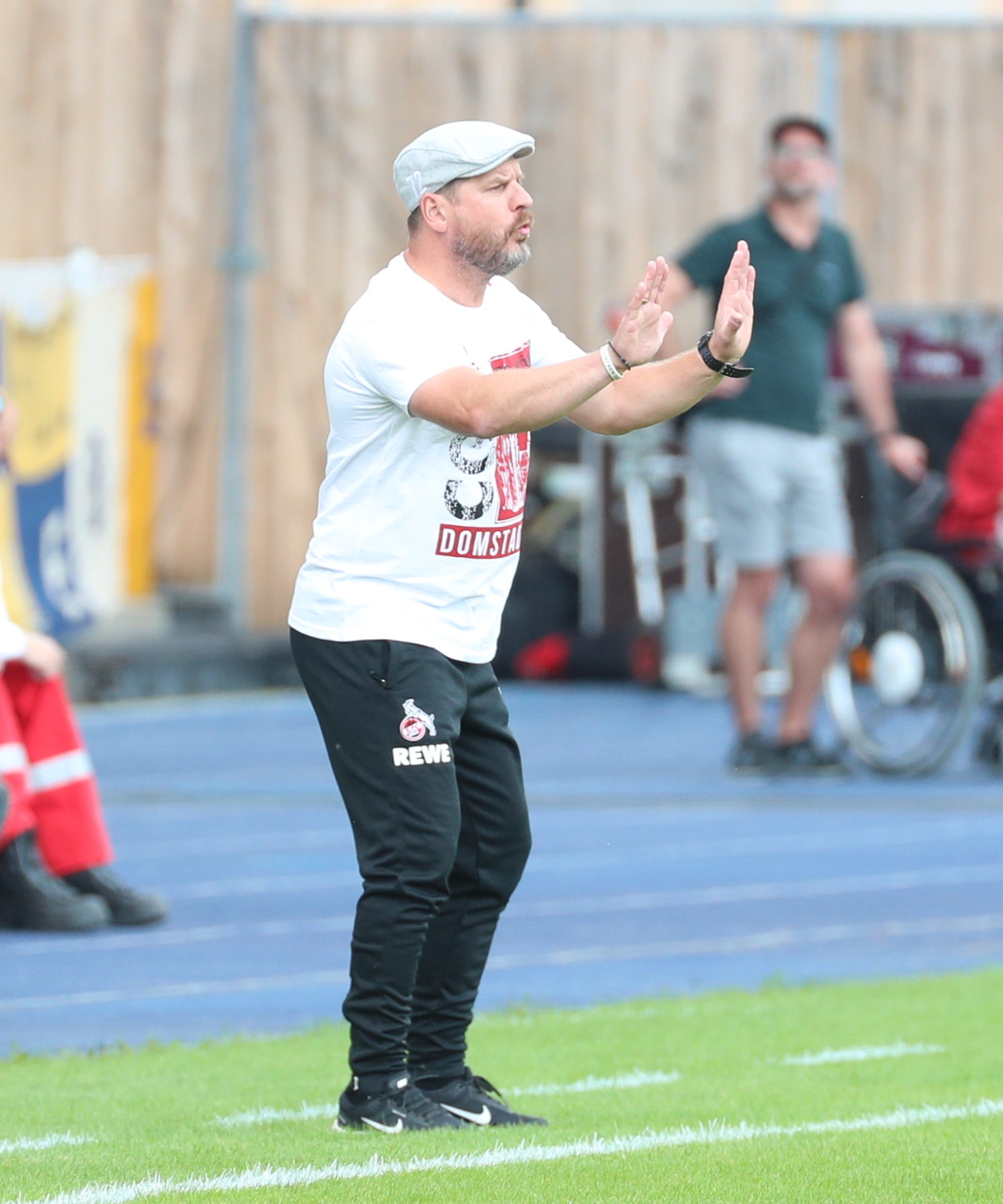
Abdelhamid Sabiri est entraîné par Steffen Baumgart entre 2019 et 2020.

Le 27 août 2019, il s'engage librement pour deux saisons au SC Paderborn 07, club promu en Bundesliga sous Steffen Baumgart. À la suite de plusieurs mois d'inactivité, il s'entraîne seul avec un entraîneur personnel afin de reprendre du rythme.
Le 31 août 2019, il entre en jeu à la 66e minute contre VfL Wolfsburg en remplaçant Streli Mamba (en) et dispute ainsi son premier match de la saison 2019-2020 (match nul, 1-1). Le 26 octobre 2019, il reçoit sa première titularisation et inscrit son premier but avec le club face au Fortuna Düsseldorf sur une passe décisive de Kai Pröger (en) (victoire, 2-0). Le 22 décembre 2019, il inscrit son deuxième but de la saison face à l'Eintracht Francfort sur une passe décisive de Jamilu Collins (victoire, 2-1). Le 25 janvier 2020, il inscrit son troisième but sur penalty face à SC Fribourg (victoire, 0-2). En mars, en raison de la pandémie de Covid-19, le championnat allemand est arrêté. Le championnat reprend en mai. Le 13 juin 2020, il rajoute un but à son compteur face au Werder Brême (défaite, 1-5).
Abdelhamid Sabiri et le SC Paderborn terminent leur saison à la dernière place du classement de la Bundesliga et sont relégués en deuxième division.

#### Ascoli Calcio (2020-2022)
Le 29 septembre 2020, il s'engage pour deux saisons à l'Ascoli Calcio FC en Serie B, club entraîné par Valerio Bertotto.
Le 3 octobre 2020, il dispute son premier match de la saison 2020-2021 face à l'US Lecce en entrant en jeu à la 67e minute à la place de Christos Donis (en) (défaite, 0-2). Le 17 octobre 2020, il est titularisé pour la première fois en Serie B face à Frosinone Calcio (défaite, 1-0). Le 20 octobre 2020, il inscrit son premier but face à Reggina 1914 (victoire, 2-1). Le 22 novembre 2020, il inscrit son deuxième but face à Virtus Entella (match nul, 1-1). Le 19 décembre 2020, il inscrit son troisième but de la saison face à Vicenza Calcio (défaite, 2-1). Le 27 décembre 2020, il inscrit un doublé face à S.P.A.L. (victoire, 2-0). Le 5 avril 2021, il inscrit son premier but de l'année et le sixième de la saison face à Vicenza Calcio sur une passe décisive de Oliver Kragl (victoire, 2-1). Le 16 avril 2021, il inscrit son septième but de la saison face à S.P.A.L. sur une passe décisive de Tommaso D'Orazio (en) (victoire, 1-2). Le 4 mai 2021, il inscrit son huitième et dernier but de la saison face à Reggina 1914 (match nul, 2-2). Il termine la saison dans le bas du classement de la Serie B, notamment à la septième place.
Le 16 octobre 2021, il dispute son premier match de la saison 2021-2022 face à l'US Lecce en entrant en jeu à la 58e minute à la place de Dario Šarić (match nul, 1-1). Le 27 novembre 2021, il inscrit son premier but de la saison sur penalty face à l'AC Monza (match nul, 1-1). Trois jours plus tard, il inscrit un doublé contre le Reggina 1914 et offre ainsi la victoire à son équipe (1-2).

#### UC Sampdoria (2022-2023)

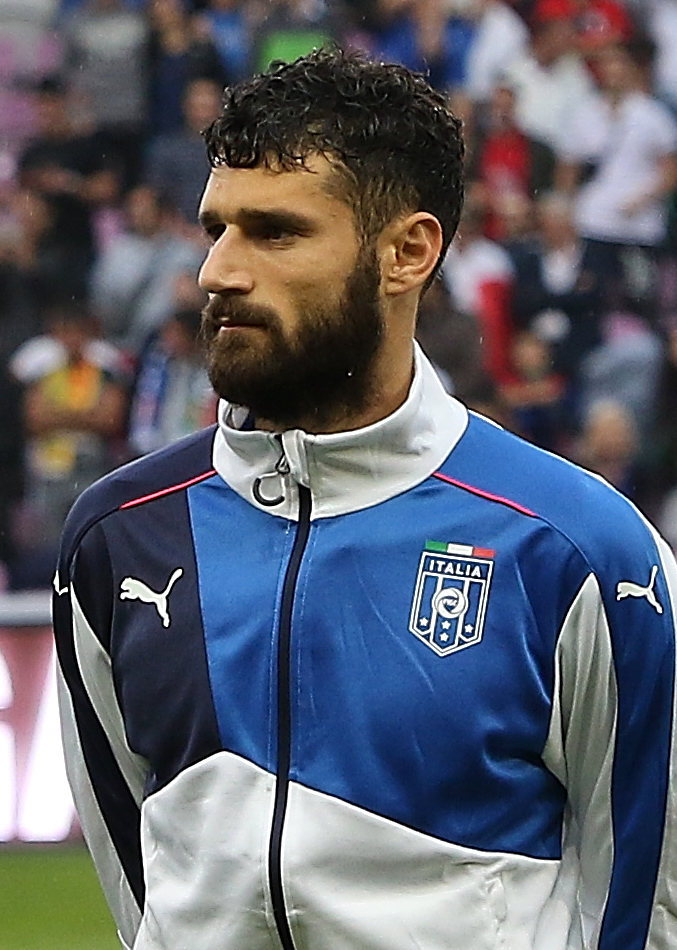
Sabiri remplace Antonio Candreva pour son premier match avec l'UC Sampdoria en 2022.

Le 29 janvier 2022, il s'engage pour deux saisons à l'UC Sampdoria, club entraîné par Marco Giampaolo, malgré l'intérêt du Sunderland AFC.
Le 13 février 2022, il dispute son premier match de la saison 2021-2022 face à l'AC Milan en entrant à la 85e minute en jeu à la place d'Antonio Candreva (défaite, 1-0). Le 19 février 2022, il reçoit sa première titularisation face à l'Empoli FC (victoire, 2-0). Le 12 mars 2022, il inscrit son premier but avec le club face à la Juventus de Turin (défaite, 1-3). Le 30 avril 2022, il offre la victoire à son équipe en inscrivant son deuxième but avec le club face à Genoa CFC (victoire, 1-0). Le 16 mai 2022, il inscrit à nouveau un but face à l'ACF Fiorentina sur une passe décisive de Francesco Caputo (victoire, 4-1). Il termine la saison à la 15e place du championnat italien en ayant disputé quatorze matchs dont trois buts et deux passes décisives.
Le 30 juillet 2022, à l'occasion de la pré saison de l'UC Sampdoria en match amical face au Beşiktaş JK, Abdelhamid Sabiri inscrit un but à la 37e minute sur une passe décisive de Omar Colley (match nul, 1-1). Le 5 août 2022, à l'occasion du premier match de Coupe d'Italie face à Reggina 1914, il inscrit un but à la 66e minute sur penalty et offre la victoire à son équipe sur un petit score de 1-0. Le 17 septembre 2022, il inscrit un but sur une frappe lointaine de plus de 30 mètres face au Spezia Calcio (défaite, 2-1). Le 6 octobre 2022, Dejan Stanković est désigné nouvel entraîneur de la Sampdoria.
Le 31 janvier 2023, il s'engage pour trois saisons (jusqu'en mi-2026) à l'ACF Fiorentina pour un montant de trois millions d'euros. Cependant, il continue à jouer à l'UC Sampdoria jusqu'en fin de saison sous forme de prêt.
Le 5 mars 2023, à l'occasion d'un match de championnat contre l'US Salernitana, Abdelhamid est hué et sifflé par ses propres supporters, avant qu'il ne sorte à la 35e minute de jeu, selon les choix de son entraîneur Dejan Stanković. La mauvaise période de Sabiri est également expliqué par son entraîneur qui déclare en conférence de presse le 16 avril : « Il m’a l’air de jouer comme un enfant : il voit le ballon à droite, il va à droite, il voit le ballon à gauche, il va à gauche. Il faut que ce soit plus ordonné. ». Sous l'influence des critiques, Sabiri dispute un match le 30 avril 2023 contre l'ACF Fiorentina. En fin de match, il offre son maillot à un jeune supporter de l'ACF Fiorentina, ce qui provoque une colère encore plus intense des supporters de la Sampdoria à l'encontre de Sabiri. Le joueur se justifie en expliquant : « J’ai donné le maillot à un gamin avec le drapeau marocain à qui j’ai promis avant le match. ». Quelques jours après cet incident avec l'accord de son club, sa saison s'arrête prématurément et il quitte l'Italie pour retourner en Allemagne auprès de sa famille, à la suite de nombreuses menaces reçues par les ultras du club.
La Sampdoria termine la saison 2022-2023 à la dernière place du classement de la Serie A et est relégué en deuxième division, avec notamment l'absence de Sabiri en fin de saison.

#### ACF Fiorentina (depuis 2023)
Le 31 janvier 2023, il signe un accord pour trois saisons (jusqu'en mi-2026) à l'ACF Fiorentina pour un montant de trois millions d'euros. Cependant, il termine la saison 2022-2023 à l'UC Sampdoria jusqu'en fin de saison sous forme de prêt. Le 19 août 2023, à l'occasion de la première journée du championnat contre le Genoa CFC, il figure sur le banc, ne faisant aucune entrée en jeu (victoire, 1-4).

### En équipe nationale

#### Entre l'Allemagne et le Maroc (2018-2020)

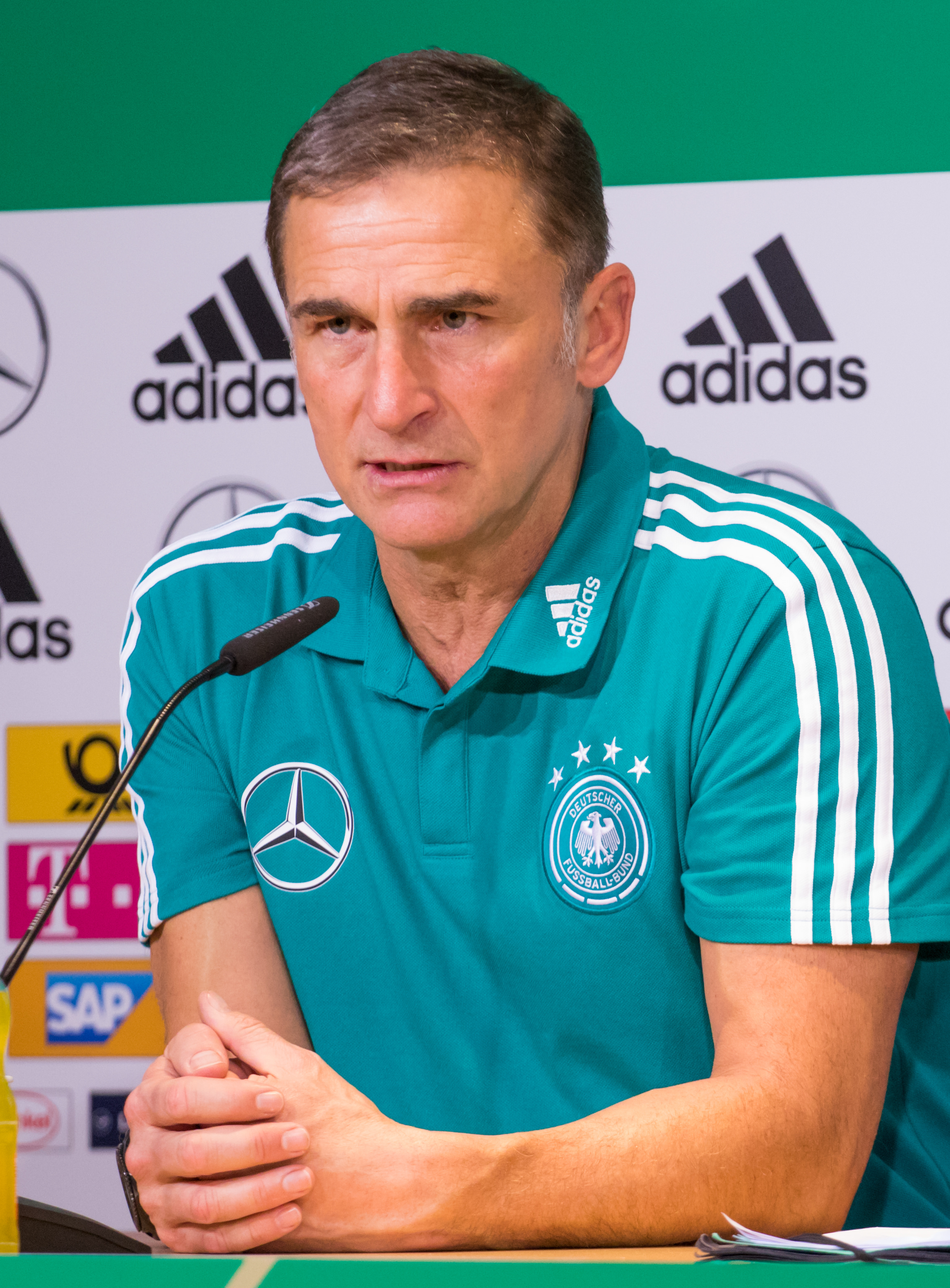
Sabiri est appelé pour la première fois par Stefan Kuntz en 2018.

Le 16 octobre 2018, il dispute son premier match en tant que titulaire no 9 avec l'Allemagne espoirs face à l'Irlande espoirs sous Stefan Kuntz. Lors de cette rencontre rentrant dans le cadre des éliminatoires de l'Euro espoirs 2019, il délivre une passe décisive (victoire, 2-0). Il joue son deuxième match avec les espoirs un mois plus tard, contre les Pays-Bas. Il marque un but lors de cette rencontre amicale. Le 26 mars 2019, il entre en jeu en remplaçant Florian Neuhaus à la 59e minute face à l'Angleterre espoirs (victoire, 1-2).
En mars 2020, il est présélectionné par Vahid Halilhodzic pour une double confrontation de l'équipe du Maroc contre la République centrafricaine. Il n'est finalement pas retenu dans la liste finale et le sélectionneur est viré en août 2022.

#### Équipe du Maroc (depuis 2022)
Le 12 septembre 2022, il reçoit une convocation du nouveau sélectionneur du Maroc Walid Regragui pour un stage de préparation à la Coupe du monde 2022 à Barcelone et Séville pour deux confrontations amicales, respectivement contre le Chili et le Paraguay. Le 21 septembre 2022, un match amical de dernière minute (hors-FIFA) est organisé au Complexe sportif Mohammed VI à Rabat face à l'équipe de Madagascar et dans lequel Abdelhamid Sabiri est titularisé (victoire, 1-0). Le 23 septembre 2022, il dispute son premier match face au Chili en remplaçant Selim Amallah et marque son premier but en sélection (victoire, 2-0),. Le 27 septembre 2022, à l'occasion du deuxième match de la trêve internationale face au Paraguay, il entre en jeu à la 64e minute à la place de Ryan Mmaee au Stade Benito-Villamarín (match nul, 0-0).
Le 10 novembre 2022, il figure officiellement dans la liste des 23 joueurs sélectionnés par Walid Regragui pour prendre part à la Coupe du monde 2022 au Qatar. Abdelhamid Sabiri honore son premier match en Coupe du monde en entrant en jeu lors du premier match face à la Croatie (match nul, 0-0). La veille de son anniversaire, le 27 novembre 2022, il entre en jeu à la 68e minute et inscrit son premier but en Coupe du monde grâce à un coup franc face à la Belgique qui frôle la tête de Romain Saïss (victoire 2-0). Le but est alors attribué à Saïss, Romain Saïss fait alors une demande auprès de la FIFA afin qu'ils attribuent le but à Sabiri. Celle-ci ne sera pas acceptée. Le Maroc termine ainsi premier de son groupe avec sept points, après une deuxième victoire face au Canada (victoire, 2-1). Le 6 décembre 2022, à l'occasion des huitièmes de finale de la Coupe du monde face à l'Espagne, il entre en jeu dans les prolongations et marque le premier but dans la séance des tirs aux but (victoire sur tab, 3-0). Absent en quarts de finale face au Portugal (victoire, 1-0) et en demi-finale face à la France (défaite, 2-0), il est de nouveau titularisé et dispute 46 minutes face à la Croatie pour le match de la troisième place (défaite, 2-1). Le Maroc termine son parcours à la quatrième place de la compétition.
Le 20 décembre 2022, à l'occasion de son retour du Qatar, il est invité avec ses coéquipiers au Palais royal de Rabat par le roi Mohammed VI, le prince Hassan III et Moulay Rachid pour être officiellement décoré Ordre du Trône, héritant du grade officier,,,.
Le 25 mars 2023, les Marocains font leur retour à domicile et sont accueillis par 65 000 supporters au Stade Ibn-Batouta de Tanger à l'occasion d'un match amical face au Brésil (victoire, 2-1),,. Abdelhamid Sabiri remplace Azzedine Ounahi en deuxième mi-temps à la suite de ses souffrances d'une fracture à l'orteil,,. Sabiri inscrit le but victorieux du Maroc à la 79e minute grâce à une passe décisive de Walid Cheddira. Cette victoire du Maroc entre dans l'histoire et l'équipe du Maroc devient la première équipe arabe de l'histoire à battre le Brésil. Ce match bat également une audience record au sein de la population marocaine locale avec au moins 10 millions de téléspectateurs,. Trois jours plus tard face au Pérou, il entre en jeu à la 62e minute en remplaçant Bilal El Khannouss avant que le match se termine sur un match nul au Stade Metropolitano de Madrid (0-0),.

## Style de jeu
Droitier, sa polyvalence dans le milieu de terrain lui permet d'évoluer dans plusieurs postes : milieu offensif, milieu central ou encore milieu relayeur.  Adepte du petit-pont, Abdelhamid Sabiri se démarque grâce à sa conduite de balle technique et conséquente. Son point fort sont les frappes lointaines et les coups francs en dehors du rectangle adverse,.
Il est décrit par Vincenzo Di Maio (son entraîneur junior au TuS Coblence) en citant : « Son rythme avec le ballon à ses pieds a toujours été impressionnant. C'est un footballeur de rue absolu, techniquement très fort. La façon dont il a appris le jeu, il fait intuitivement ce qu'il faut, surtout dans le dernier tiers. ». Lorsque David Wagner est entraîneur du FC Schalke 04, il décrit Sabiri en expliquant : « Il a quelques compétences que vous ne pouvez tout simplement pas apprendre. C'est un no 10 naturel. ». Quant au directeur du SC Paderborn 07, Martin Przondziono, il présente Sabiri en expliquant : « Il est très rapide, a des compétences techniques et une grande polyvalence. Il correspond parfaitement à ce dont nous avons besoin. Le fait que nous l'ayons signé pour un contrat de trois ans montre à quel point nous sommes intéressés. Nous voulons jouer un grand rôle dans son développement à long terme. ».

## Extra-sportif

### Prise de position
En octobre 2023, lors de la reprise du conflit israélo-palestinien, Abdelhamid Sabiri publie publiquement un message de soutien aux Palestiniens. Alors que ses coéquipiers en sélection Hakim Ziyech, Zakaria Aboukhlal et Noussair Mazraoui montrent également leur soutien aux Palestiniens, les joueurs sont victimes d'un shadow-ban, il s'ensuit une nouvelle publication repostée par tous les joueurs : « Ils essayent de nous faire taire, c'est littéralement nous contre le monde! ».

## Statistiques

### Statistiques détaillées
| Saison                | Club                  | Championnat           | Championnat | Championnat | Championnat | Coupe(s) nationale(s) | Coupe(s) nationale(s) | Coupe(s) nationale(s) | Compétition(s) continentale(s) | Compétition(s) continentale(s) | Compétition(s) continentale(s) | Compétition(s) continentale(s) | Autres compétitions | Autres compétitions | Autres compétitions | Autres compétitions | Maroc | Maroc | Maroc | Total | Total | Total |
| Saison                | Club                  | Division              | M.          | B.          | P.d.        | M.                    | B.                    | P.d.                  | Comp.                          | M.                             | B.                             | P.d.                           | Comp.               | M.                  | B.                  | P.d.                | M.    | B.    | P.d.  | M.    | B.    | P.d.  |
| 2016-2017             | FC Nuremberg          | Bundesliga 2          | 9           | 5           | 0           | -                     | -                     | -                     | -                              | -                              | -                              | -                              | -                   | -                   | -                   | -                   | -     | -     | -     | 9     | 5     | 0     |
| Sous-total            | Sous-total            | Sous-total            | 9           | 5           | 0           | -                     | -                     | -                     | -                              | -                              | -                              | -                              | -                   | -                   | -                   | -                   | -     | -     | -     | 9     | 5     | 0     |
| 2017-2018             | Huddersfield Town     | PL                    | 5           | 0           | 1           | 5                     | 0                     | 0                     | -                              | -                              | -                              | -                              | -                   | -                   | -                   | -                   | -     | -     | -     | 10    | 0     | 1     |
| 2018-2019             | Huddersfield Town     | PL                    | 2           | 0           | 0           | 1                     | 0                     | 0                     | -                              | -                              | -                              | -                              | -                   | -                   | -                   | -                   | -     | -     | -     | 3     | 0     | 0     |
| Sous-total            | Sous-total            | Sous-total            | 7           | 0           | 1           | 6                     | 0                     | 0                     | -                              | -                              | -                              | -                              | -                   | -                   | -                   | -                   | -     | -     | -     | 13    | 0     | 1     |
| 2019-2020             | SC Paderborn          | Bundesliga            | 24          | 4           | 1           | 1                     | 0                     | 0                     | -                              | -                              | -                              | -                              | -                   | -                   | -                   | -                   | -     | -     | -     | 25    | 4     | 1     |
| Sous-total            | Sous-total            | Sous-total            | 24          | 4           | 1           | 1                     | 0                     | 0                     | -                              | -                              | -                              | -                              | -                   | -                   | -                   | -                   | -     | -     | -     | 25    | 4     | 1     |
| 2020-2021             | Ascoli Calcio         | Serie B               | 32          | 8           | 4           | -                     | -                     | -                     | -                              | -                              | -                              | -                              | -                   | -                   | -                   | -                   | -     | -     | -     | 32    | 8     | 4     |
| 2021-2022             | Ascoli Calcio         | Serie B               | 11          | 3           | 0           | -                     | -                     | -                     | -                              | -                              | -                              | -                              | -                   | -                   | -                   | -                   | -     | -     | -     | 11    | 3     | 0     |
| Sous-total            | Sous-total            | Sous-total            | 43          | 11          | 4           | -                     | -                     | -                     | -                              | -                              | -                              | -                              | -                   | -                   | -                   | -                   | -     | -     | -     | 43    | 11    | 4     |
| 2021-2022             | UC Sampdoria          | Serie A               | 14          | 3           | 2           | -                     | -                     | -                     | -                              | -                              | -                              | -                              | -                   | -                   | -                   | -                   | -     | -     | -     | 14    | 3     | 2     |
| 2022-2023             | UC Sampdoria          | Serie A               | 18          | 2           | 0           | 3                     | 1                     | 1                     | -                              | -                              | -                              | -                              | -                   | -                   | -                   | -                   | 9     | 2     | 1     | 30    | 5     | 2     |
| Sous-total            | Sous-total            | Sous-total            | 32          | 5           | 2           | 3                     | 1                     | 1                     | -                              | -                              | -                              | -                              | -                   | -                   | -                   | -                   | 9     | 2     | 1     | 44    | 8     | 4     |
| 2023-2024             | ACF Fiorentina        | Serie A               | -           | -           | -           | -                     | -                     | -                     | C3                             | -                              | -                              | -                              | -                   | -                   | -                   | -                   | -     | -     | -     | 0     | 0     | 0     |
| Sous-total            | Sous-total            | Sous-total            | -           | -           | -           | -                     | -                     | -                     | -                              | -                              | -                              | -                              | -                   | -                   | -                   | -                   | -     | -     | -     | 0     | 0     | 0     |
| Total sur la carrière | Total sur la carrière | Total sur la carrière | 113         | 25          | 8           | 9                     | 1                     | 1                     | -                              | -                              | -                              | -                              | -                   | -                   | -                   | -                   | 9     | 2     | 1     | 131   | 28    | 10    |

### En sélection allemande
Le tableau suivant liste les rencontres de l'équipe d'Allemagne des catégories des jeunes dans lesquelles Abdelhamid Sabiri a été sélectionné du 16 octobre 2018 au 26 mars 2019.
| Catégorie         | Date             | Lieu        | Adversaire           | Résultat | Minutes | Compétition                          | Buts | Passes | Capitaine | Club                  |
| ----------------- | ---------------- | ----------- | -------------------- | -------- | ------- | ------------------------------------ | ---- | ------ | --------- | --------------------- |
| Allemagne espoirs | 16 octobre 2018  | Dublin      | République d'Irlande | 0 – 6    | 90 min  | Éliminatoires de l'Euro espoirs 2019 | 0    | 1      | Non       | Huddersfield Town AFC |
| Allemagne espoirs | 16 novembre 2018 | Berlin      | Pays-Bas             | 3 – 0    | 90 min  | Match amical                         | 1    | 0      | Non       | Huddersfield Town AFC |
| Allemagne espoirs | 19 novembre 2018 | Rome        | Italie               | 1 – 2    | 9 min   | Match amical                         | 0    | 0      | Non       | Huddersfield Town AFC |
| Allemagne espoirs | 21 mars 2019     | Essen       | France               | 2 – 2    | 27 min  | Match amical                         | 0    | 0      | Non       | Huddersfield Town AFC |
| Allemagne espoirs | 26 mars 2019     | Bournemouth | Angleterre           | 1 – 2    | 31 min  | Match amical                         | 0    | 0      | Non       | Huddersfield Town AFC |

### Buts internationaux
| Buts internationaux d'Abdelhamid Sabiri | Buts internationaux d'Abdelhamid Sabiri | Buts internationaux d'Abdelhamid Sabiri | Buts internationaux d'Abdelhamid Sabiri | Buts internationaux d'Abdelhamid Sabiri | Buts internationaux d'Abdelhamid Sabiri | Buts internationaux d'Abdelhamid Sabiri | Buts internationaux d'Abdelhamid Sabiri | Buts internationaux d'Abdelhamid Sabiri | Buts internationaux d'Abdelhamid Sabiri |
| 0                                       | Date                                    | Lieu                                    | Compétition                             | Résultat                                | Adversaire                              | Détail                                  | Détail                                  | Détail                                  | Sél.                                    |
| --------------------------------------- | --------------------------------------- | --------------------------------------- | --------------------------------------- | --------------------------------------- | --------------------------------------- | --------------------------------------- | --------------------------------------- | --------------------------------------- | --------------------------------------- |
| 1er                                     | 23 septembre 2022                       | RCDE Stadium, Barcelone, Espagne        | Match amical                            | V 2-0                                   | Chili                                   | 78e                                     | p. droit                                | 2-0                                     | 1re                                     |
| 2e                                      | 25 mars 2023                            | Stade Ibn-Batouta, Tanger, Maroc        | Match amical                            | V 2-1                                   | Brésil                                  | 79e                                     | p. droit                                | 2-1                                     | 8e                                      |

## Décorations
- Officier de l'ordre du Trône — Le 20 décembre 2022, il est décoré officier de l'ordre du Wissam al-Arch[80] — ordre du Trône[81] — par le roi Mohammed VI au Palais royal de Rabat[1].

## Documentaires et interviews
- [vidéo] (ar) Série télévisée Dreamers diffusé en exclusivité sur Arryadia à partir du 6 juin 2023[82]